# کارن بس
کارن بس (به انگلیسی: Karen Bass) نمایندهٔ حوزه انتخابیه کالیفرنیا از حزب دموکرات ایالات متحده آمریکا در مجلس نمایندگان ایالات متحده آمریکا است که برای نخستین‌بار در ۵ ژانویه ۲۰۱۱ میلادی به‌عضویت این مجلس درآمد. او همچنین شهردار لس آنجلس در حال حاضر است.